# Die schönsten Sagen vom Räuber Woynok
Die schönsten Sagen vom Räuber Woynok ist eine Erzählung von Anna Seghers, die 1936 entstand und 1938 im Juni-Heft der von Feuchtwanger und Brecht herausgegebenen Zeitschrift „Das Wort“ in Moskau erschien.

## Inhalt
Der junge Räuber Woynok braucht die 41-köpfige Bande des alten Räuberhauptmanns Gruschek nicht. Er raubt lieber allein dort in den Karpaten. Im Sommer hat er keine Not. Im Herbst dann wühlt er sich abends ins noch warme Laub ein und horcht des Nachts auf den herniederprasselnden Regen. Während eines strengen, schneeigen Wintersturms bittet Woynok dann doch um Einlass in Gruscheks Unterschlupf. Der Zerzauste wird bewirtet, eingekleidet und von den 40 Räubern des Hauptmanns scheu bewundert. Woynok hält es nicht lange in der geheizten Räuberhöhle aus und stapft mit Gastgeschenken beladen hinaus in den Winter. Wölfe entreißen ihm weit draußen im Tiefschnee seine aus der winterfesten Höhle davongetragene neueste Habe. Im nächsten Sommer kann sich Woynok bei Gruschek revanchieren. Die Räuber „arbeiten“ nicht zimperlich. Da wird schon einmal ein Bergkloster bis auf den Fels abgebrannt. So nimmt es denn auch nicht wunder, dass die Bande von Soldaten eingekesselt wird. Der listige Woynok rettet die Eingeschlossenen. Der alte Gruschek möchte den jungen Woynok gerne als seinen Nachfolger haben. So versäumt der Alte kaum eine Gelegenheit, um Woynok das Leben als Hauptmann schmackhaft zu machen. Der Einzelgänger stellt sich stur. Endlich hat Woynok die Räuber satt, sperrt sie in eine Felskluft und sprengt die Kollegen in die Luft. Gruschek ist aber auch listig. Über eine hurtig gebildete Räuberleiter kommen die meisten lebend davon. Gruschek ist obendrein weitblickend. Er hat sich genau überlegt, wer für den Fuß der Leiter seine Knochen hinhalten musste. Die somit frei gewordenen Stellen in der Räuberbande werden mit Bewerbern aus den umliegenden Bauerndörfern mühelos besetzt. 
Das schlimme Sprengstoffattentat verzeiht Gruschek erstaunlicherweise. Zwar trägt er Woynok nie etwas nach, doch er hat die Nase voll. Gruschek lässt Woynok ziehen mit dem Hinweis, er solle sich nie wieder blicken lassen.
Woynok raubt allein weiter. Im nächsten Winter tappt er in eine Falle der Jäger und wird, als er darin fast erfroren ist, von Bauern mit Stöcken erschlagen.
Verärgert muss Gruschek erleben, dass der Tote doch noch einmal vorbeikommt. Die Räuber möchten ihn gerne in der Nähe ihres Unterschlupfes beerdigen. Hauptmann Gruschek lehnt das ab. Woynok wird im Schnee verscharrt.

## Form
Sagenhaft ist der Ton durchweg. Nichts wird dem Leser mit dem Holzhammer beigebracht. Für die untadelige Form sollen nur zwei Beispiele sprechen. Da wird das Element Wiederholung eingesetzt, um das Flatterhaft-flüchtige in Woynoks Leben und Sterben auszumalen. Am Textanfang verkriecht sich der Räuber abends im tiefen, noch vom Sommer durchwärmten Herbstlaub. Am Textende bekommt er kein ausgeschachtetes Grab. Rücklage und ein Haufen Schnee darüber müssen genügen. Zum zweiten Beispiel: Ein Höhepunkt wird erreicht, als der Tote im Nachtlager der Bande erscheint: „Oberhalb der Bergwand schien sich der Nebel zu verdicken. Woynok näherte sich dem Lager mit unendlicher Langsamkeit. Die Räuber krümmten sich um das niedergebrannte Feuer. Die Hand, die noch rasch einen Scheit hineinwerfen wollte, erstarrte schon vor Grauen und Kälte. Denn ein Luftzug eisiger Kälte flog von Woynok weg und flatterte um die Schläfen der Räuber...“
Die Sprache strotzt von Bildern und ihr Ton hört sich kinderleicht an. Anna Seghers schreibt: „mit Stumpf und Stiel“ vernichten oder er „verrammelte den Ausgang“.

## Rezeption
Brecht habe die Geschichte vom „anarchischen Außenseiter“ geschätzt. Batt zitiert in dem Zusammenhang Benjamin: Brecht habe Anna Seghers bewundert, wie sie ohne Auftrag schreiben konnte. Er selbst brächte ohne Auftragsdruck keinen gescheiten Satz zu Papier. Und dann habe Brecht noch die Figur des „Querkopfes“ Woynok gefallen.
Im volkstümlichen Ton werden auch lang gehegte Sehnsüchte des Menschen angesprochen. Der Mensch möchte frei leben wie ein Räuber im Wald. Sonja Hilzinger meint, Woynok könne weder allein noch mit den Räubern auskommen.
Gruschek und Woynok ständen sich nie feindlich gegenüber. Anna Seghers verurteile Woynok nicht, sondern stelle seine „Klarheit und Ehrlichkeit“ heraus. Beim Schreiben des Woynok habe ihr Georg K. Glaser vorgeschwebt.
Hilzinger zitiert Eva Kaufmann anno 1995: Schöne Räubergeschichte.

### Textausgaben
Ausgaben
- Die schönsten Sagen vom Räuber Woynok. S. 210–230 in: Anna Seghers: Erzählungen 1926-1944. Band IX der Gesammelten Werke in Einzelausgaben. 367 Seiten. Aufbau-Verlag Berlin 1981 (2. Aufl.), ohne ISBN (Verwendete Ausgabe)
- Die schönsten Sagen vom Räuber Woynok. S. 83–102 in Anna Seghers: Post ins Gelobte Land. Erzählungen. Auswahl Ursula Emmerich. Illustrationen Günther Lück (Grubetsch. Bauern von Hruschowo. Die schönsten Sagen vom Räuber Woynok. Das Obdach. Post ins Gelobte Land. Der Ausflug der toten Mädchen. Das Argonautenschiff. Die Hochzeit von Haiti. Crisanta. Der Führer. Das Duell. Tuomas beschenkt die Halbinsel Sorsa. Sagen von Unirdischen. Steinzeit). Aufbau-Verlag, Berlin 1990 (1. Aufl.), ISBN 3-351-01653-0
- Die schönsten Sagen vom Räuber Woynok. S. 109–131 in Anna Seghers: Die schönsten Erzählungen. Ausgewählt von Christina Salmen. Mit einem Nachwort von Gunnar Decker (Jans muß sterben. Die Ziegler. Die schönsten Sagen vom Räuber Woynok. Sagen von Artemis. Das Obdach. Post ins Gelobte Land. Der Ausflug der toten Mädchen. Das Argonautenschiff. Der Führer). Aufbau Verlagsgruppe, Berlin 2008 (1. Aufl.), ISBN 978-3-351-03495-5

### Sekundärliteratur
- Heinz Neugebauer: Anna Seghers. Leben und Werk. Mit Abbildungen (Wissenschaftliche Mitarbeit: Irmgard Neugebauer, Redaktionsschluss 20. September 1977). 238 Seiten. Reihe „Schriftsteller der Gegenwart“ (Hrsg. Kurt Böttcher). Volk und Wissen, Berlin 1980, ohne ISBN
- Kurt Batt: Anna Seghers. Versuch über Entwicklung und Werke. Mit Abbildungen. 283 Seiten. Reclam, Leipzig 1973 (2. Aufl. 1980). Lizenzgeber: Röderberg, Frankfurt am Main (Röderberg-Taschenbuch Bd. 15), ISBN 3-87682-470-2
- Ute Brandes: Anna Seghers. Colloquium Verlag, Berlin 1992. Bd. 117 der Reihe „Köpfe des 20. Jahrhunderts“, ISBN 3-7678-0803-X
- Andreas Schrade: Anna Seghers. Metzler, Stuttgart 1993 (Sammlung Metzler Bd. 275 (Autoren und Autorinnen)), ISBN 3-476-10275-0
- Sonja Hilzinger: Anna Seghers. Mit 12 Abbildungen. Reihe Literaturstudium. Reclam, Stuttgart 2000, RUB 17623, ISBN 3-15-017623-9

## Anmerkung
1. ↑  Anna Seghers kann auch anders. Zum Beispiel in den „Bauern von Hruschowo“ verflicht sie ein solches märchenhaftes Wald-Thema mit dem Klassenkampf.